# Exosternus amphibius
Exosternus amphibius är en skalbaggsart som först beskrevs av Sylvain Auguste de Marseul 1869.  Exosternus amphibius ingår i släktet Exosternus och familjen stumpbaggar. Inga underarter finns listade i Catalogue of Life.